# Włodzimierz Krzywoszyński
Włodzimierz Krzywoszyński (ur. 29 grudnia 1903 w Środzie Wielkopolskiej, zm. 24 czerwca 1975 w Zgorzelcu) – polski ziemianin, rolnik, działacz społeczny, magister, poseł na Sejm IV kadencji (1935–1938) w II RP.

## Życiorys
Włodzimierz Krzywoszyński urodził się 29 grudnia 1903 roku w Środzie Wielkopolskiej, w rodzinie Władysława i Stefanii z Bogulińskich. Siostra Halina (1902–1988) wyszła za mąż za Leszka Henryka Grzegorza Arkuszewskiego, prokurenta Banku Rolnego w Poznaniu, porucznika rezerwy piechoty, zamordowanego w Charkowie w kwietniu 1940 roku.
Od 1913 roku uczył się w gimnazjum w Kępnie, następnie w Ostrowie Wielkopolskim, gdzie zdał maturę w 1921 roku. W czasie nauki w gimnazjum był prezesem Towarzystwa im. Tomasza Zana. W sierpniu 1920 roku, w czasie wojny z bolszewikami, walczył jako ochotnik w szeregach 60 Pułku Piechoty Wielkopolskiej z Ostrowa Wielkopolskiego. Następnie ukończył studia na wydziale prawnym uniwersytetu w Poznaniu, uzyskując absolutorium w 1926 roku. Kończył również kursy: kurs instruktorski skautowski w Leśniewie pod Gnieznem w 1918 roku, Wyższe Kursy Ziemiańskie we Lwowie w 1929 roku,
W 1925 roku ukończył Szkołę Podchorążych Rezerwy Kawalerii Nr 3 przy 3 Dywizji Kawalerii w Śremie. Awansowany na podporucznika ze starszeństwem z dniem 1 stycznia 1929 roku w korpusie oficerów kawalerii. Posiadał przydział do 7 pułku strzelców konnych wielkopolskich w Poznaniu i pozostawał w ewidencji Powiatowej Komendy Uzupełnień Poznań-Powiat. W 1931 roku ukończył kurs aplikacyjny w Centrum Wyszkolenia Żandarmerii w Grudziądzu. 22 lutego 1932 roku został przeniesiony z korpusu oficerów kawalerii do korpusu oficerów żandarmerii i przydzielony do 8 dywizjonu żandarmerii w Toruniu. W 1934 roku pozostawał w ewidencji Powiatowej Komendy Uzupełnień Ostrów Poznański. Posiadał przydział do 7 dywizjonu żandarmerii w Poznaniu. W 1935 roku awansował na porucznika rezerwy.
Od 1 stycznia 1929 roku do 31 grudnia 1929 roku pracował jako urzędnik gospodarczo-majątkowy (administrator) w Swadzimiu, następnie, w okresie od lipca 1930 roku do wybuchu II wojny światowej prowadził własny majątek w Domaninie.
Pełnił wiele funkcji społecznych, był m.in.: przewodniczącym Powiatowego Urzędu Rozjemczego, członkiem Rady Gminnej i Powiatowej, członkiem Powiatowej Komisji Klasyfikacyjnej, członkiem Powiatowego Urzędu Rozjemczego (w latach 1933–1935), członkiem zarządu Związku Oficerów Rezerwy i Związku Rezerwistów, członkiem zarządu Koła Ziemian i członkiem zarządu Powiatowego Komitetu WFiPW (Wychowania Fizycznego i Przysposobienia Wojskowego).
W wyborach parlamentarnych w 1935 roku został wybrany posłem na Sejm IV kadencji (1935–1938) 19 356 głosami z okręgu nr 97, obejmującego powiaty: ostrowski, kępiński, krotoszyński i jarociński. W kadencji tej pracował w komisjach: prawniczej i skarbowej. Był dwukrotnie wybierany do komisji specjalnych: w marcu 1936 roku – budowlanej, a w lutym 1938 roku – dla spraw oddłużenia rolnictwa.
Był uczestnikiem kampanii wrześniowej 1939 roku. W okresie od czerwca 1940 roku do stycznia 1945 roku był jeńcem Oflagu IIC w Woldenbergu. Po II wojnie światowej mieszkał w Węglińcu. Zmarł 24 czerwca 1975 roku w Zgorzelcu. Pochowany na cmentarzu w Mikorzynie.
Włodzimierz Krzywoszyński był żonaty z Zofią Mukułowską (1906–1987), z którą miał dwóch synów: Władysława (1931–1989) i Tadeusza (1933–1986).

## Ordery i odznaczenia
- Srebrny Krzyż Zasługi (10 listopada 1933)[6]